# Pseudoschrankia cyanias
Pseudoschrankia cyanias là một loài bướm đêm thuộc họ Erebidae. Nó là loài đặc hữu của Hawaii.